# Roccia dell'Eternità
La Roccia dell'Eternità, ambiente tipico delle storie di Capitan Marvel, si trova nell'esatto centro di tempo e spazio, a significare che da lì ogni differente località nello spazio-tempo poteva essere accessibile, insieme ad altre dimensioni.

## Storia
La Roccia dell'Eternità è formata dall'unione di un frammento di Paradiso e di un frammento di Inferno, ed è la casa del Mago Shazam. Pre-Crisi, gli Anziani abitarono la Roccia, e probabilmente discutevano i problemi dell'Universo. Le personificazioni dei Sette Peccati Mortali e vari altri demoni sono imprigionati al suo interno. La versione pre-Crisi può essere raggiunta attraverso un viaggio ad una velocità maggiore di quella della luce, tuttavia la versione post-Crisi faceva sì che Capitan Marvel necessitasse di altri mezzi per raggiungerla. In varie occasioni i Sivana ed altri nemici del Capitano riuscirono ad arrivarci. Durante la serie Il giorno della vendetta, la Roccia dell'Eternità fu distrutta dallo Spettro sopra Gotham City, rilasciando così i Peccati Mortali e altri mali. Più avanti, Capitan Marvel, gli Shadowpact, ed altri supereroi riuscirono a riformarla.

## Le prove di Shazam
Con la riformazione della Roccia dell'Eternità, Marvel decise di rimanervi all'interno come custode dei Sette Peccati Capitali e di tutti gli altri mali. Così, Billy lasciò l'identità e le responsabilità di "Capitan Marvel" a Freddy Freeman, che adottò la nuova identità di "Shazam", e lui invece divenne "Lord Marvel".